# Fortschritt in Technik und Wissenschaft
Unter der Bezeichnung Fortschritt in Technik und Wissenschaft gab die Deutsche Bundespost eine Briefmarkenserie von 8 verschiedenen Motiven in den Jahren 1964 bis 1968 aus.
Diese Serie gab es nur als Briefmarkenbogen.

## Liste der Ausgaben und Motive
Alle Motive wurden von Karl Oskar Blase entworfen.
| Bild | Beschreibung                                                                                              | Werte in Pfennig | Ausgabedatum       | Frankaturgültig bis | Mi.-Nr. |
|      | 100 Jahre Benzolformel Friedrich August Kekulé von Stradonitz                                             | 10               | 14. August 1964    | 31. Dezember 1966   | 440     |
|      | 25 Jahre Kernspaltung, Atomreaktor im Betriebszustand Otto Hahn, Fritz Straßmann                          | 15               | 14. August 1964    | 31. Dezember 1966   | 441     |
|      | 100 Jahre Deutscher Verbrennungsmotor Gasmotor von Nikolaus Otto, Eugen Langen                            | 20               | 14. August 1964    | 31. Dezember 1966   | 442     |
|      | 75 Jahre Drehstromübertragung                                                                             | 20               | 28. September 1966 | 31. Dezember 1968   | 521     |
|      | 100 Jahre Elektrodynamisches Prinzip Dynamo von Werner von Siemens                                        | 30               | 28. September 1966 | 31. Dezember 1968   | 522     |
|      | 150 Jahre Druckmaschinen Erste Buchdruck-Zylinder-Schnellpresse Friedrich Koenig                          | 10               | 20. Januar 1968    | 31. Dezember 1970   | 546     |
|      | 1000 Jahre Harzer Bergbau Erzkristalle: Oben Bleiglanz, unten Zinkblende                                  | 20               | 20. Januar 1968    | 31. Dezember 1970   | 547     |
|      | 100 Jahre wissenschaftlicher Mikroskopbau Strahlenführung durch modernes Mikroskop Ernst Abbe, Carl Zeiss | 30               | 20. Januar 1968    | 31. Dezember 1970   | 548     |